# Hélio Santos
Hélio Batista dos Santos, mais conhecido como Hélio Santos (Carlos Chagas, 1 de dezembro de 1963) é um agropecuarista e político brasileiro, filiado ao Partido da Social Democracia Brasileira (PSDB). Foi deputado federal (2011–2015).